# GOM Player
GOM Player (Gretech Online Movie Player) é um programa reprodutor de mídia digital para Windows desenvolvido na Coreia do Sul pela Gretech Corporation. Suporta formatos como AVI, DAT, MPEG, DivX, XviD, WMV, FLV e outros. Suas principais características incluem a capacidade de reproduzir alguns arquivos de mídia quebrados e encontrar codecs ausentes usando um serviço de localizador de codec.
A palavra gom (곰) significa "urso" em coreano, e, como tal GOM Player usa a pata de um urso como seu ícone.

## Formatos suportados
MPlayer pode reproducir os seguintes formatos de multimídia:
- ASF/MP3/AVI/Ogg sobre uma conexão de Streaming HTTP
- Via DirectShow: AVI, WMV, ASF, MP3,  Mp4, Matroska, 3GP, Google Video, FLV, VOB, Ogg, OGM, MPEG, MPEG-2, MPEG-4, MJPEG, H.263, H.264/MPEG-4 AVC, Vorbis, AMR, QCELP, EVRC, MSVIDC
- Via RealPlayer ou Real Alternative: RealMedia
- Via QuickTime ou QuickTime Alternative: Formato de arquivo Quicktime
- CD de áudio (requer Windows 2000, Windows XP ou superior)
- DVD, Video CD, SVCD

O reproductor pode reproduzir arquivos AVI incompletos, quebrados ou danificados pulando quadros ruins e reconstruindo o índice do arquivo quando seja necessário. GOM Player também suporta streaming de vídeo peer-to-peer de  através de um add-on oficial chamado GomTV Streamer.

## Subtítulos
A última versão do GOM Player suporta os seguintes formatos de subtítulos:
- Unicode Text Subtitles
- SAMI (.smi)
- SubRipText (.srt), MicroDVD (.sub), SMIL/RealText
- SubStation Alpha (.ssa), Advanced SubStation Alpha (.ass)
- VOBsub (.sub + .idx)
- Subtítulos embarcados como ASF, MKV, OGM

## Localizador de códec
Outra característica importante do GOM Player é que se não pode reproduzir o áudio ou vídeo de um arquivo de mídia de forma nativa, ele vai tentar encontrar um codec externo apropriado para reproduzir esse formato de arquivo, usando o formato GUID, um identificador exclusivo para o codec requerido. Quando encontre uma coincidência, ele irá direcionar o usuário para um site onde este pode baixar e instalar o codec.

## Popularidade do GOM Player na Coreia do Sul
O GOM Player é o mais popular player de mídia da Coreia do Sul. Até Julho de 2007, ele tinha 8.4 milhões de usuários, com o Windows Media Player tendo 5.4 milhões.[carece de fontes?]
Uma pesquisa de uso em uma semana, realizada pela Metrix, uma empresa de pesquisas na internet, resultou que 69.8% dos usuários assistiam pornografia, 43.2% assistiam filmes, 29.6% assistiam dramas na televisão, 21.8% assistiam programas variados, 11% assistiam desenhos e 7% assistiam videoclipes musicais. Isso está de acordo com o fato da Coreia do Sul ser a líder em gastos per capita com pornografia, mesmo com a produção local de pornografia sendo ilegal. A Gretech disputa a credibilidade desse relatório.
Para a pesquisa, a Metrix obteve dados de 12,000 usuários que concordaram voluntariamente em instalar uma ferramenta de monitoramento. Apenas os nomes dos arquivos foram usados para categorizar os arquivos de mídia incluídos na pesquisa.
A Gretech afirma que os arquivos de mídia tocados pelo GOM Player não são monitorados, e que apenas a instalação explícita do software de monitoramento da Metrix permitiria que o mesmo fosse realizado.